# Урбоекосистема
Урбоекосистема — природно-територіальний комплекс (геокомплекс) зі всією його ієрархічною структурою — від ландшафту до фації, який знаходиться під безпосереднім впливом (минулим, сучасним, майбутнім) міста.
Це штучно створене і підтримуване людиною середовище. Сюди відносяться міста, селища і урбанізовані людьми ділянки землі.
До урбоекосистеми також відносять вплив зростання міського населення і підтримки інфраструктури будівель на навколоміське середовище і прилеглі до міста території. До їх числа входять передмістя, навколишні міста, а також сільськогосподарська діяльність і природні ландшафти.
В даний час вчені розробляють способи оцінки і розуміння наслідків урбанізації на здоров'я людини і навколишнє середовище.
Розглядаючи урбанізовані території як частину ширшої екологічної системи, вчені можуть досліджувати функції міських ландшафтів, їх вплив на інші ландшафти, з якими вони взаємодіють. Знання про цю взаємодію може допомогти зрозуміти, які альтернативні варіанти розвитку можуть привести до кращого екологічного результату.